# Картофельное пюре
Карто́фельное пюре́ (от фр. Purée, рег. толчёнка, толчо́нка) — пюре из картофеля, обычно с добавлением молока, сливочного масла, соли и перца.
Картофельное пюре, как правило, употребляется в качестве гарнира, но может, в свою очередь, использоваться как ингредиент для приготовления других блюд.
Для размельчения картофеля используются картофелемялка и пресс-пюре. На основе картофельного пюре готовят запеканки, картофельные котлеты и крокеты, картофель дюшес.
Существует также растворимое картофельное пюре: сухие картофельные порошки для разбавления водой или молоком.

## История
Ранний рецепт можно найти в книге Ханны Глассе «Искусство кулинарии», опубликованной в 1747 году. По её рецепту картофель пюрируются в кастрюле с молоком, солью и сливочным маслом.

## Ингредиенты
Большинство рецептов рекомендуют использовать мучной картофель с высоким содержанием амилозы в крахмале для достижения мягкой, кремовой консистенции и внешнего вида. Однако в некоторых рецептах используется восковой картофель, содержащий больше амилопектина в крахмале, для получения другой текстуры или внешнего вида.
Обычно в пюро добавляют сливочное масло, молоко или сливки, соль и перец. Кроме того, в пюре могут добавляться ингредиенты, не составляющие однородную массу с пюре (такие, как бекон, обжаренный лук, кусочки паприки).
В одной из французских вариаций, картофель дюшес, добавляется яичный желток. В некоторых французских рецептах используется до одной части сливочного масла на каждые две части картофеля. В низкокалорийных или безмолочных вариантах молоко, сливки и масло можно заменить бульоном или отваром.